# Chrysobothris subcylindrica
Chrysobothris subcylindrica är en skalbaggsart som beskrevs av Ménétries in Motschulsky 1859. Chrysobothris subcylindrica ingår i släktet Chrysobothris och familjen praktbaggar. Inga underarter finns listade i Catalogue of Life.